# Nel Hedye Beltrán Santamaria
Nel Hedye Beltrán Santamaria (ur. 24 grudnia 1941 w San Andrés, zm. 12 sierpnia 2025 w Barrancabermeja) – kolumbijski duchowny rzymskokatolicki, w latach 1992–2014 biskup Sincelejo.

## Życiorys
Święcenia kapłańskie przyjął 29 czerwca 1964. 29 kwietnia 1992 został prekonizowany biskupem Sincelejo. Sakrę biskupią otrzymał 6 czerwca 1992. 15 marca 2014 zrezygnował z urzędu.